# Maniola telmessia
Maniola telmessia (лат.) — бабочка из семейства бархатниц.

## Описание
Самцы отличаются от самок окраской (половой диморфизм). У самцов окраска основного фона крыльев почти одноцветная тёмно-коричневая. У основания верхних крыльев имеется весьма широкая перевязь оранжевого цвета. При вершине переднего крыла имеется чёрное пятно-глазок. У самок окраска верхней стороны крыльев также тёмно-коричневая. 
Усики у обоих полов с постепенно утолщающейся булавой. В основании передних крыльев вздутыми являются две жилки. Копулятивный аппарат самцов отличается наличием жюльеновского органа — модифицированного VIII тергита брюшка с модифицированными чешуйками на заднем крае.

## Ареал
Вид распространён на нескольких греческих островах в Эгейском море, а оттуда через Малую Азию до юго-западного Ирана. В Турции обитает в районах на побережье Эгейского моря, в южной Анатолии (Анталия, Кахраманмараш) и в юго-восточной Анатолии.

## Биология
Время лёта бабочек длится с апреля по октябрь, в зависимости от географического расположения места обитания. В жаркое лето бабочки способны впадать в диапаузу. Спаривание обычно происходит до этой диапаузы, но яйца самками укладываются уже после неё. Кормовыми растениями гусениц являются злаки рода Agrostis и Alopecurus.